# 2004年アテネオリンピックのモロッコ選手団
2004年アテネオリンピックのモロッコ選手団（2004ねんアテネオリンピックのモロッコせんしゅだん）は、2004年8月13日から8月29日にかけてギリシャの首都アテネで開催された2004年アテネオリンピックのモロッコ選手団、およびその競技結果。

## 概要
今大会は金メダル2個、銀メダル1個、合計3個のメダルを獲得した。

## メダル
| メダル | 選手名                 | 競技 | 種目      |
| ------ | ---------------------- | ---- | --------- |
| 金     | ヒシャム・エルゲルージ | 陸上 | 男子1500m |
| 金     | ヒシャム・エルゲルージ | 陸上 | 男子5000m |
| 銀     | ハスナ・ベンハシ       | 陸上 | 女子800m  |